# Lista do AFI dos 25 maiores musicais do cinema
Parte integrante da série de listas lançadas pelo American Film Institute para comemorar os 100 anos do cinema, a lista AFI's Greatest Movie Musicals - foi apresentada em 2006, reunindo os 25 maiores musicais do cinema americano. 
Um juri com mais de 500 artistas, compositores, músicos, críticos e historiadores selecionou o clássico Singin' in the Rain, com Gene Kelly, como o mais memorável musical de todos os tempos.
O programa especial revelando o resultado da enquete foi ao ar em 3 de Setembro de 2006, englobando um século de musicais e apresentando os ganhadores partindo do 25º colocado até chegar ao primeiro. O maestro John Mauceri e a Hollywood Bowl Orchestra executaram partes musicais de cada filme ganhador. 

## A lista

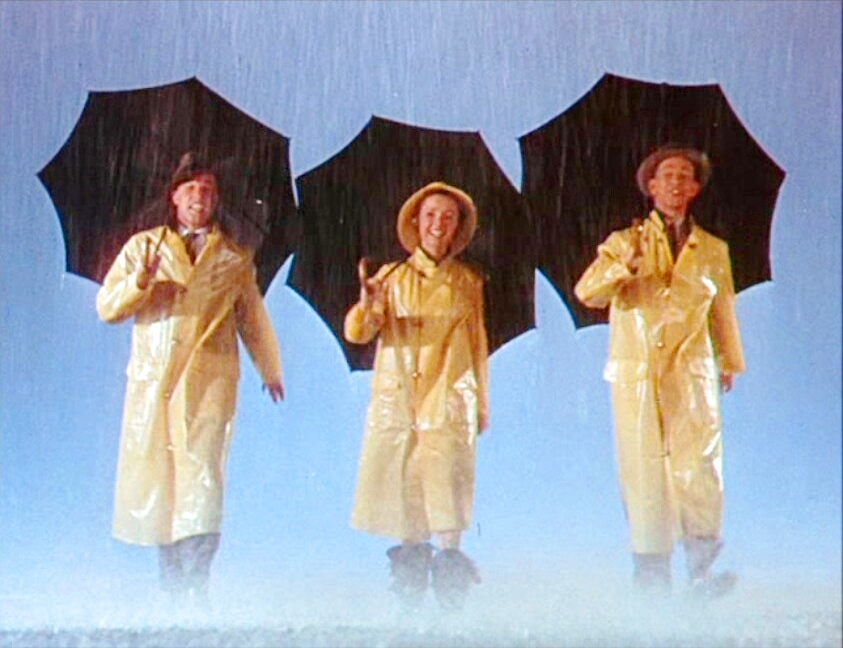
1º - "Singin' in the Rain", 1952.

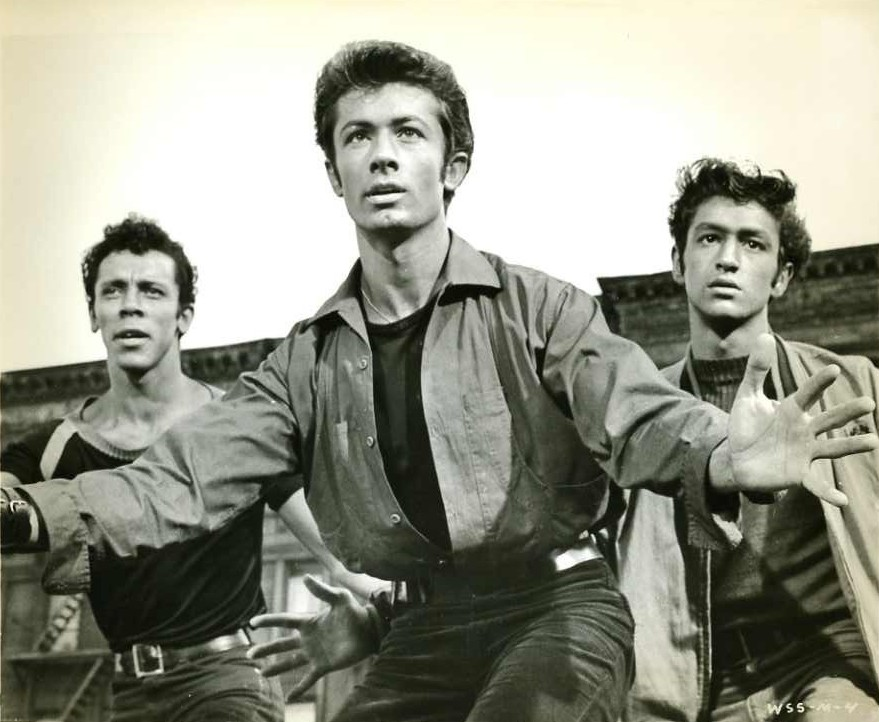
2º - "West Side Story", 1961

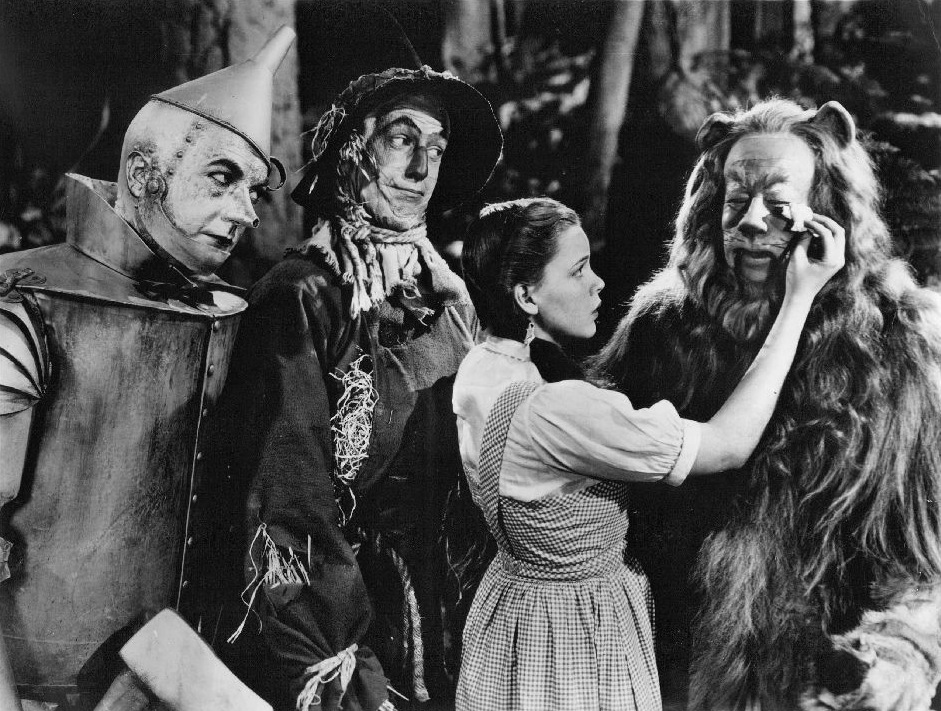
3º - "The Wizard of Oz", 1939.

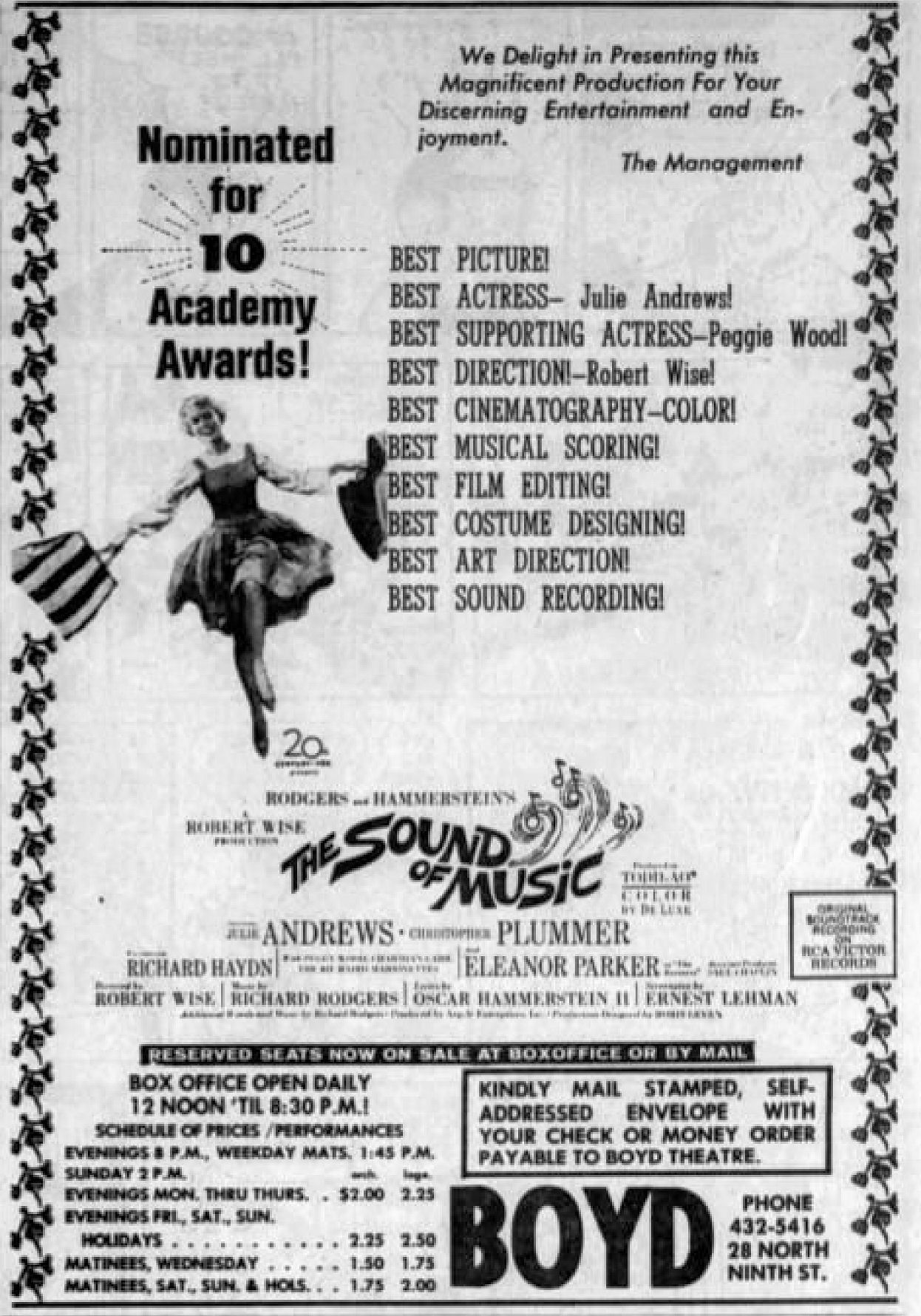
4º - "The Sound of Music", 1965.

|    | Título                                                              | Título Original                 | Ano  | Diretor/realizador         | Ator/atriz principal                                                                         |
| -- | ------------------------------------------------------------------- | ------------------------------- | ---- | -------------------------- | -------------------------------------------------------------------------------------------- |
| 01 | Cantando na Chuva (BR) \ Serenata à Chuva (PT)                      | Singin' in the Rain             | 1952 | Stanley Donen, Gene Kelly  | Gene Kelly, Debbie Reynolds, Donald O'Connor                                                 |
| 02 | Amor,Sublime Amor (BR)\ Amor sem Barreiras(PT)                      | West Side Story                 | 1961 | Jerome Robbins,Robert Wise | Natalie Wood, Richard Beymer                                                                 |
| 03 | O Mágico de Oz (BR) \ O Feiticeiro de Oz (PT)                       | The Wizard of Oz                | 1939 | Victor Fleming             | Judy Garland                                                                                 |
| 04 | A Noviça Rebelde (BR) \ Música no Coração (PT)                      | The Sound of Music              | 1965 | Robert Wise                | Julie Andrews, Christopher Plummer, Eleanor Parker                                           |
| 05 | Cabaret (BR) / Cabaret, Adeus Berlim (PT)                           | Cabaret                         | 1972 | Bob Fosse                  | Liza Minnelli, Joel Grey, Michael York                                                       |
| 06 | Mary Poppins (BR/PT)                                                | Mary Poppins                    | 1964 | Robert Stevenson           | Julie Andrews, Dick Van Dyke                                                                 |
| 07 | Nasce uma Estrela (BR)                                              | A Star Is Born                  | 1954 | George Cukor               | Judy Garland, James Mason                                                                    |
| 08 | Minha Bela Dama (BR) \ Minha Linda Senhora (PT)                     | My Fair Lady                    | 1964 | George Cukor               | Audrey Hepburn, Rex Harrison                                                                 |
| 09 | Sinfonia de Paris (BR) / Um Americano em Paris (PT)                 | An America in Paris             | 1951 | Vincent Minnelli           | Gene Kelly, Leslie Caron                                                                     |
| 10 | Agora Seremos Felizes (BR)                                          | Meet Me in St. Louis            | 1944 | Vincent Minnelli           | Judy Garland, Margaret O'Brien                                                               |
| 11 | O Rei e Eu (BR)                                                     | The King and I                  | 1956 | Walter Lang                | Yul Brynner, Deborah Kerr                                                                    |
| 12 | Chicago (BR/PT)                                                     | Chicago                         | 2002 | Rob Marshall               | Renée Zellweger, Catherine Zeta-Jones, Richard Gere, Queen Latifah, Lucy Liu, John C. Reilly |
| 13 | Rua 42 (BR/PT)                                                      | 42nd Street                     | 1933 | Lloyd Bacon                | Warner Baxter, Bebe Daniels, George Brent                                                    |
| 14 | O Show Deve Continuar (BR/PT)                                       | All That Jazz                   | 1979 | Bob Fosse                  | Roy Scheider, Jessica Lange                                                                  |
| 15 | O Picolino (BR)                                                     | Top Hat                         | 1935 | Mark Sandrich              | Fred Astaire, Ginger Rogers                                                                  |
| 16 | Uma Garota Genial (BR), Funny Girl (PT)                             | Funny Girl                      | 1968 | William Wyler              | Barbra Streisand, Omar Sharif                                                                |
| 17 | A Roda da Fortuna (BR)                                              | The Band Wagon                  | 1953 | Vincente Minnelli          | Fred Astaire, Cyd Charisse                                                                   |
| 18 | A Canção da Vitória (BR), Canção Triunfal (PT)                      | Yankee Doodle Dandy             | 1942 | Michael Curtiz             | James Cagney                                                                                 |
| 19 | Um dia em Nova Iorque (BR)                                          | On The Town                     | 1949 | Stanley Donen, Gene Kelly  | Gene Kelly, Frank Sinatra, Ann Miller                                                        |
| 20 | Grease - Nos Tempos da Brilhantina (BR) / Grease - Brilhantina (PT) | Grease                          | 1978 | Randal Kleiser             | John Travolta, Olivia Newton-John                                                            |
| 21 | Sete Noivas para Sete Irmãos (BR)                                   | Seven Brides for Seven Brothers | 1954 | Stanley Donen              | Howard Keel, Jane Powell, Russ Tamblyn                                                       |
| 22 | A Bela e a Fera (BR) / A Bela e o Monstro (PT)                      | Beauty and the Beast            | 1991 | Gary Trousdale, Kirk Wise  | Vozes de: Angela Lansbury, Jerry Orbach                                                      |
| 23 | Eles e Elas (BR)                                                    | Guys and Dolls                  | 1955 | Joseph L. Mankiewicz       | Marlon Brando, Jean Simmons, Frank Sinatra                                                   |
| 24 | Magnólia - O Barco das Ilusões (BR)                                 | Show Boat                       | 1936 | James Whale                | Irene Dunne, Allan Jones, Paul Robeson                                                       |
| 25 | Moulin Rouge - O Amor em Vermelho (BR) / Moulin Rouge               | Moulin Rouge!                   | 2001 | Baz Luhrmann               | Nicole Kidman, Ewan McGregor                                                                 |